# Ampora
Ampora (łac. Dioecesis Amporensis) – stolica historycznej diecezji w Cesarstwie Rzymskim (prowincja Numidia), współcześnie w Algierii. Wzmianki o jej biskupach pochodzą z V wieku. Od 1933 katolickie biskupstwo tytularne. 

## Biskupi tytularni
| Lp. | Biskup                        | Funkcja                                  | Od                   | Do               |
| --- | ----------------------------- | ---------------------------------------- | -------------------- | ---------------- |
| 1   | Jose Calasanz Rosenhammer OFM | wikariusz apostolski Chiquitos (Boliwia) | 12 maja 1949         | 26 kwietnia 2003 |
| 2   | Heriberto Bodeant             | biskup pomocniczy Salto (Urugwaj)        | 28 czerwca 2003      | 13 czerwca 2009  |
| 3   | Fernando José Castro Aguayo   | biskup pomocniczy Caracas (Wenezuela)    | 27 czerwca 2009      | 4 sierpnia 2015  |
| 4   | Arthur Colgan CSC             | biskup pomocniczy Chosica (Peru)         | 13 października 2015 |                  |